# Паленсия (футбольный клуб)
«Паленсия» (исп. CF Palencia) — бывший испанский футбольный клуб из одноимённого города, в одноимённой провинции в автономном сообществе Кастилия-Леон. Домашние матчи проводил на стадионе «Нуэва Баластера», вмещающем 8 100 зрителей. В Примере и Сегунде команда никогда не выступала, лучшим результатом является третьи места в Сегунде B сезонах 2006/07 и 2009/10.

## Прежние названия
- 1975—1987 — «Кристо Олимпико»
- 1987—1999 — «Паленсия Кристо Олимпико
- 1999—2013 — «Паленсия»

## Сезоны по дивизионам
- Сегунда B - 14 сезонов
- Терсера - 18 сезонов
- Региональные лиги - 6 сезонов

## Достижения
- Терсера
  - Победитель (5): 1989/90, 1997/98, 2000/01, 2002/03, 2008/09